# Ádám Ferenc (labdarúgó)
Ádám Ferenc (Miskolc, 1997. szeptember 22. –) magyar labdarúgó, a Karcag csatára.

## Pályafutása

### Klubcsapatokban
2005-től 2008-ig Kazincbarcika, majd két évig a Szalonna SZAKE (U16) ifjúsági játékosa volt. A későbbiekben a Létavértes SC '97 (U17), a DVSC (U15, U16, U18, U19, U21), a Szendrő és az ÓZDI KSC csapatában folytatta a pályafutását. 2016-ban, 19 évesként 2 mérkőzést játszott a Debrecen II csapatában. 2019-ben a KBSC csatára lett, majd a Putnok gárdáját erősítette, 29 mérkőzésen 18 gólt szerzett. 2021-től újra a Kolorcity Kazincbarcika SC gólerős játékosa. 2022. november 27-én az MTK ellen 3–3-ra végződő bajnoki mérkőzésen 2 gólt szerzett.